# Лопаточно-подъязычная мышца
Лопа́точно-подъязы́чная мы́шца (лат. musculus omohyoideus) — парная мышца передней поверхности шеи из группы подподъязычных. Имеет длинную уплощенную форму, разделена сухожилием на два брюшка.
Название происходит от мест прикрепления: греч. ωμος — плечо, и «hyoideus» — подъязычная кость.

## Анатомия
Начинается нижним брюшком от верхнего края лопатки, верхней поперечной связки лопатки. Поднимается вперёд, вверх и медиально, проходит под грудино-ключично-сосцевидной мышцей, где разделяется сухожильной перемычкой на две части, меняет направление на почти вертикальное и продолжается в верхнее брюшко, идущее к месту прикрепления на нижнем крае подъязычной кости, латеральнее грудино-подъязычной мышцы. Сухожильная перемычка вплетается в листок предтрахеальной пластинки фасции шеи, прикрепляющийся к ключице, что поддерживает угловую форму мышцы.
Иннервируется нервами шейной петли (ansa cervicalis, ветвь шейного сплетения). Нижнее брюшко получает иннервацию от корешков С1—-С3, верхнее только от С1.
Кровоснабжается нижней щитовидной артерией (a. thyroidea inferior) и поверхностной шейной артерией (a. cervicalis superficialis) из бассейна щито-шейного ствола (truncus thyro-cervicalis).
Венозный отток происходит по нижней щитовидной и поверхностной шейной венам (v. thyroidea inferior et v. cervicalis superficialis).

## Функция
Тянет книзу подъязычную кость, натягивает шейную фасцию. Участвует в поддержании шеи и головы в вертикальном положении.